# عبد الله بن ثواب
عبد الله بن ثواب أبويابس، ينتمي إلى الاشراف الحرث سكان المضيق سابقا. وهو من مواليد اواخر القرن الثالث عشر. كان من أشهر قادة الثورة العربية الكبرى. ذكره عبد الله بن الحسين في مذكراته قائدًا على 1500 هجان مردوفة لمحاصرة قوات العثمانيين في المدينة المنورةوأيضا قائدًا لبعض السرايا التي عطلت عددًا من محطات السكة الحديدية. وقد ذكر لورنس أن الاتراك كانوا على وشك القبض على الأمير زيد بن الحسين لكنه استطاع النجاة بمساعدة عبد الله بن ثواب.

## عنه
ذكره نجدة فتحي صفوة في عدة وثائق بريطانية، حيث ذكر أنه كان مستشارا للأمير زيد بن الحسين. في عهد الدولة السعودية. وكان يشتهر بالفروسية والشجاعة والذكاء وكان شاعرا معروفا وشارك أيضا في معارك الجيش السعودي في اليمن.

## وفاته
توفي في عام 1395ه.